# Jason Tunks
Jason Tunks, né le 7 mai 1975 à London (Ontario), est un athlète canadien, spécialiste du lancer de disque.

## Biographie

### Débuts
Jason Tunks pratique l'athlétisme à partir de 15 ans. Présent dès 1993 en équipe nationale, il décroche le bronze au lancer du poids lors des Jeux panaméricains juniors de Winnipeg.
Aux championnats du monde juniors d'athlétisme 1994, il obtient la 10e place au poids et la 8e au disque. Par la suite il se consacre majoritairement au lancer du disque.

### Carrière senior
En 1995, Jason Tunks remporte pour la première fois les championnats du Canada. Il obtiendra 14 titres en tout, entre 1995 et 2009, à l'exception de 2006.
Entre 1996 et 2005, il participe à trois Jeux olympiques et cinq championnats du monde. Ses meilleurs classements sont une 6e place en 2000 à Sydney et une 8e en 2005 à Helsinki.
Il obtient ses meilleurs résultats aux Jeux panaméricains, avec un titre en 2003 devant le Cubain Frank Casañas, et aux Jeux du Commonwealth, avec deux médailles de bronze, en 2002 battu par le Sud-africain Frantz Kruger, en 2006 par l'Australien Scott Martin.
Son meilleur lancer est de 67,88 m, obtenu au meeting Abilene Invitational au Texas, un record national depuis 1998.
Étudiant à l'Université méthodiste du Sud, il a aussi été champion NCAA 1997.
Jason Tunks prend sa retraite sportive en 2011. Il s'occupe, avec sa femme Lieja Tunks, ancienne lanceuse de poids néerlandaise, d'un centre de fitness.

### Palmarès
| Date | Compétition          | Lieu           | Résultat | Épreuve | Performance |
| ---- | -------------------- | -------------- | -------- | ------- | ----------- |
| 1998 | Jeux du Commonwealth | Kuala Lumpur   | 3e       | Disque  | 62,22 m     |
| 1999 | Jeux panaméricains   | Winnipeg       | 3e       | Disque  | 61,75 m     |
| 2000 | Jeux olympiques      | Sydney         | 6e       | Disque  | 65,80 m     |
| 2002 | Jeux du Commonwealth | Manchester     | 2e       | Disque  | 62,61 m     |
| 2003 | Jeux panaméricains   | Saint-Domingue | 1er      | Disque  | 63,70 m     |
| 2006 | Jeux du Commonwealth | Melbourne      | 2e       | Disque  | 63,07 m     |

#### National
- Disque : 14 titres (1995-2005, 2007-2009)
- Poids : 1 titre (1997)[5]

### Records
| Épreuve | Performance | Lieu    | Date         |
| ------- | ----------- | ------- | ------------ |
| Disque  | 67,88 m     | Abilene | 14 mai 1998  |
| Poids   | 19,06 m     | Austin  | 5 avril 1997 |